# Didam

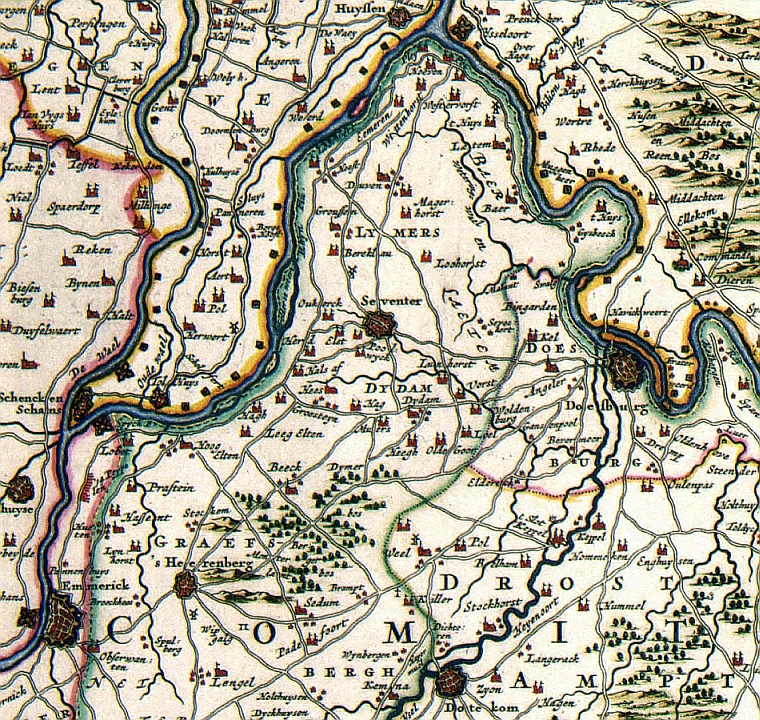
Region um Didam (damals Dydam) im Jahr 1681

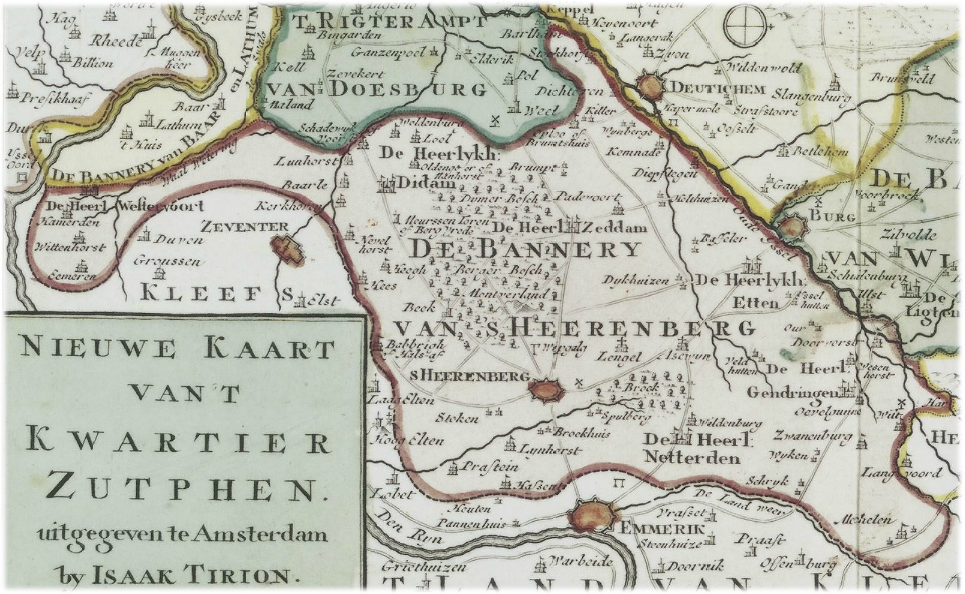
Didam im Kwartier Zutphen, 1741

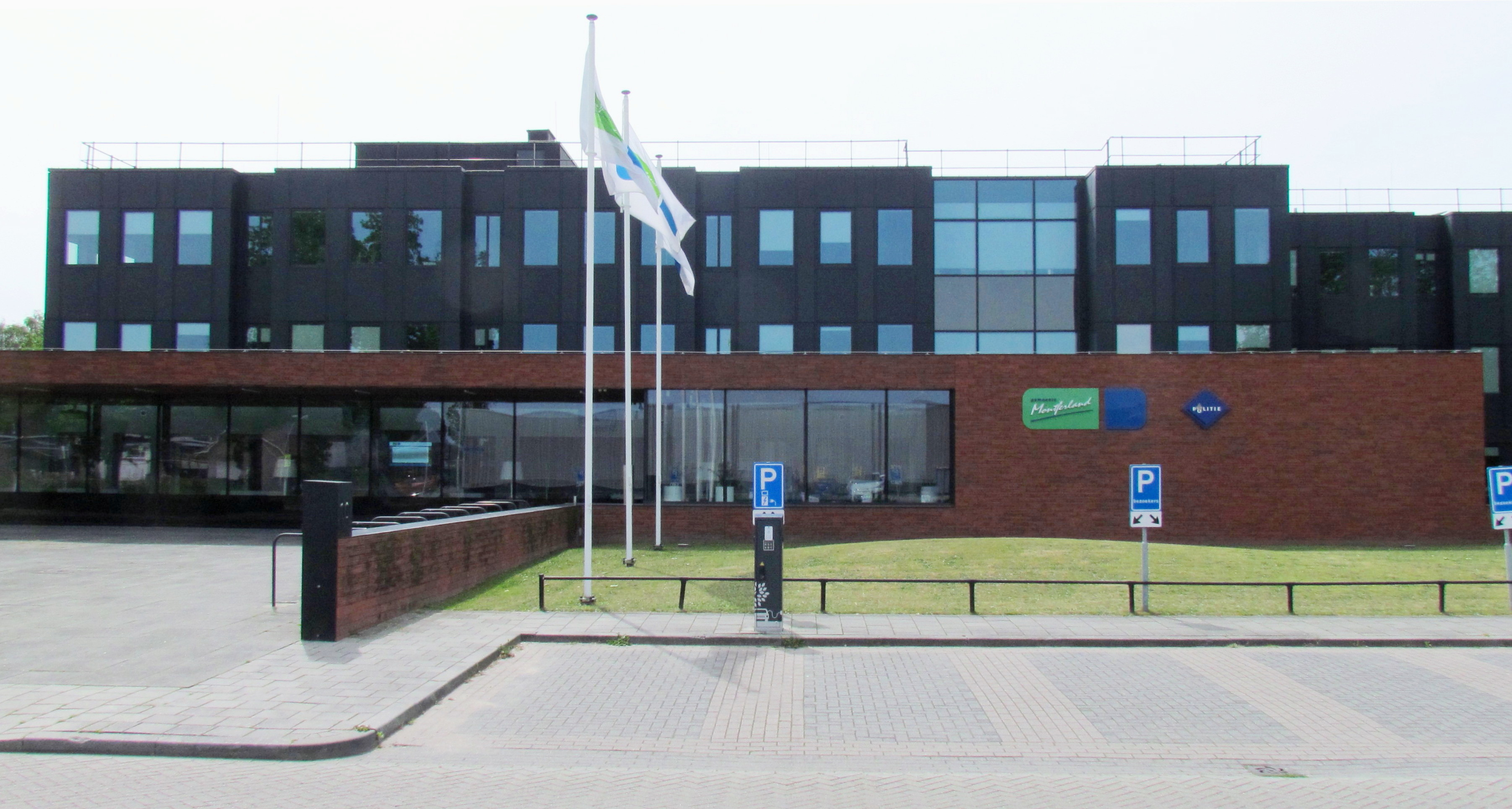
Gemeindehaus Montferland in Didam

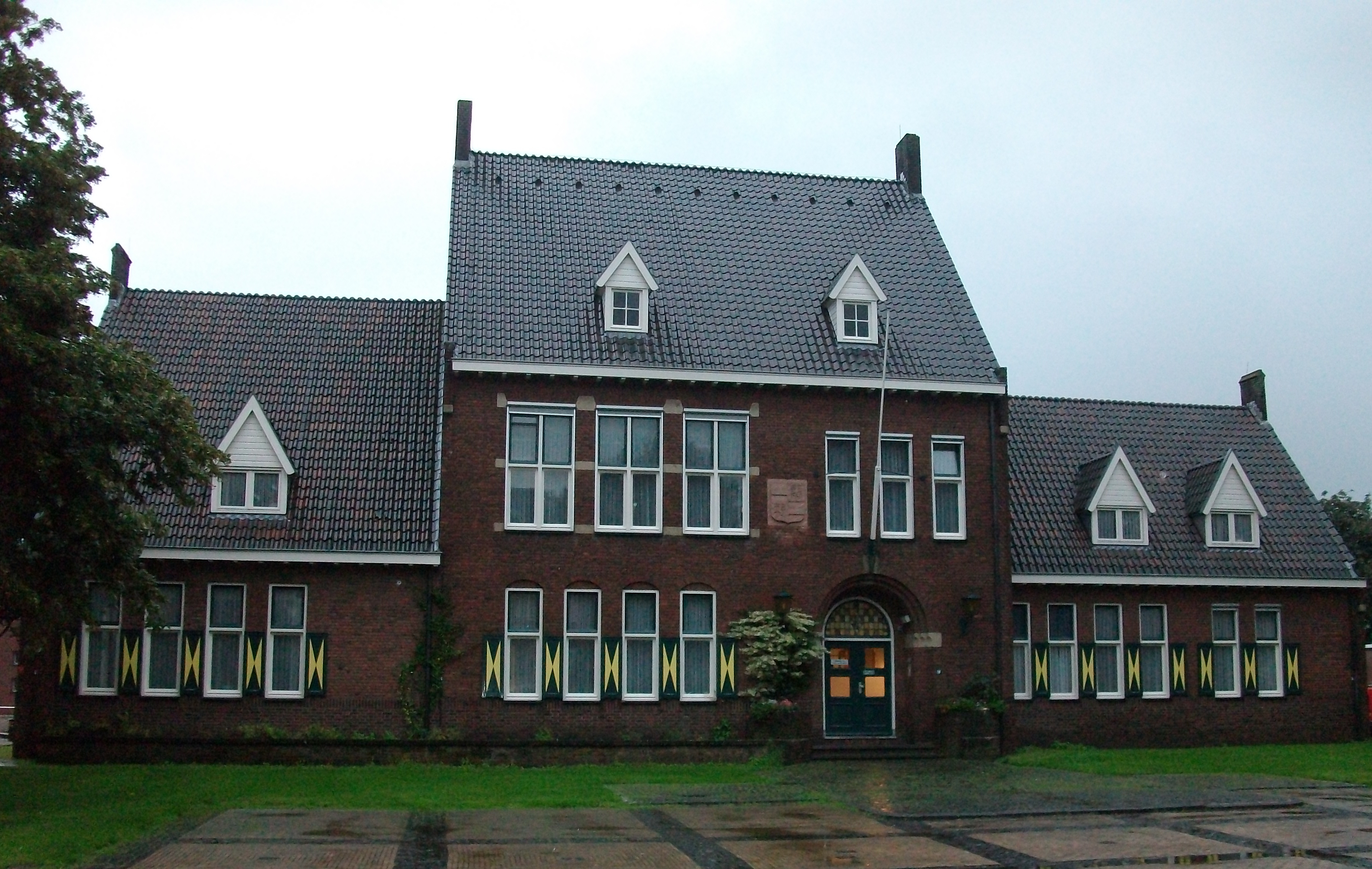
Ehemaliges Rathaus mit Wappen

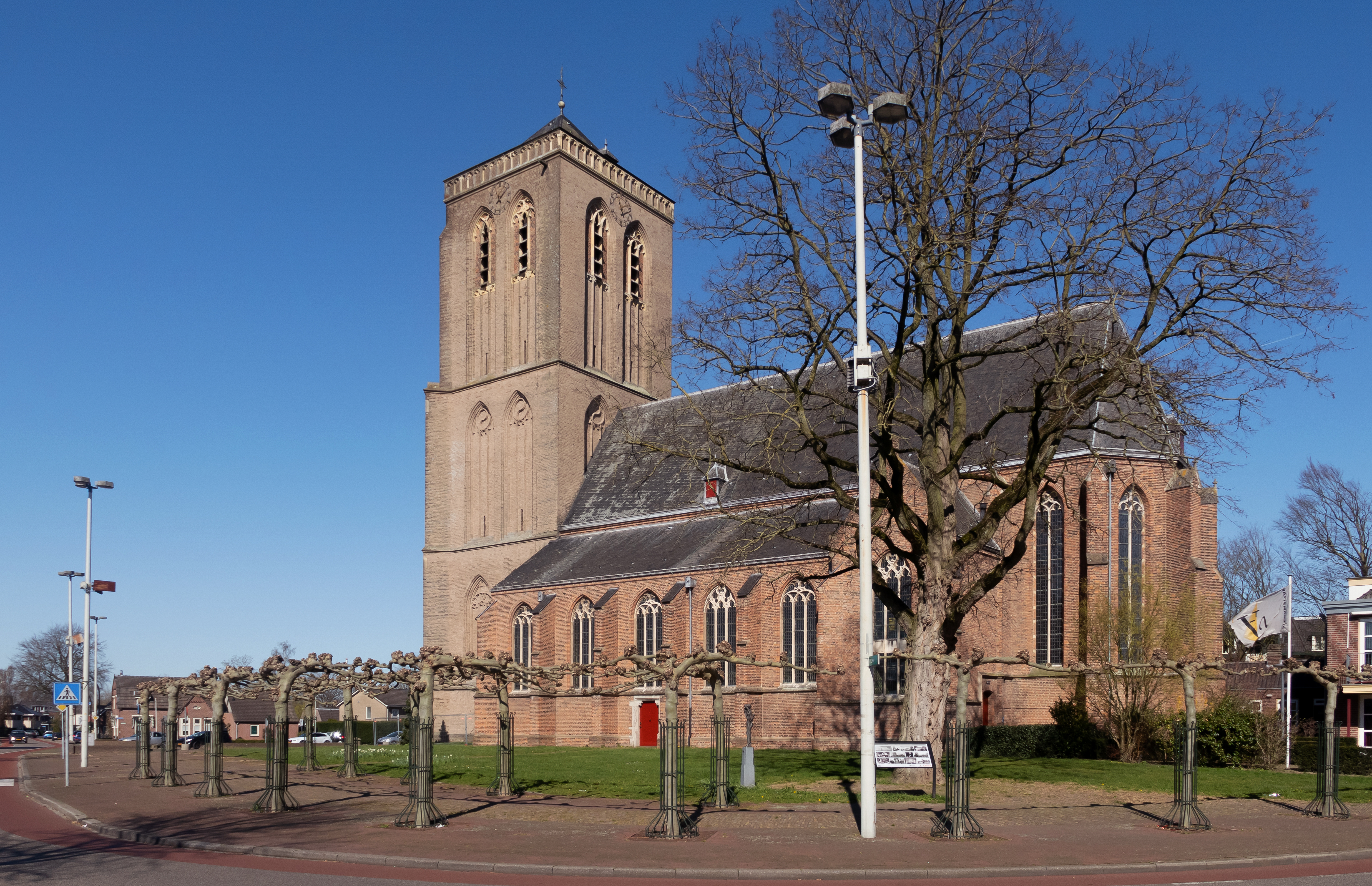
Kirche: kerk O.L.V. van Altijddurende Bijstand

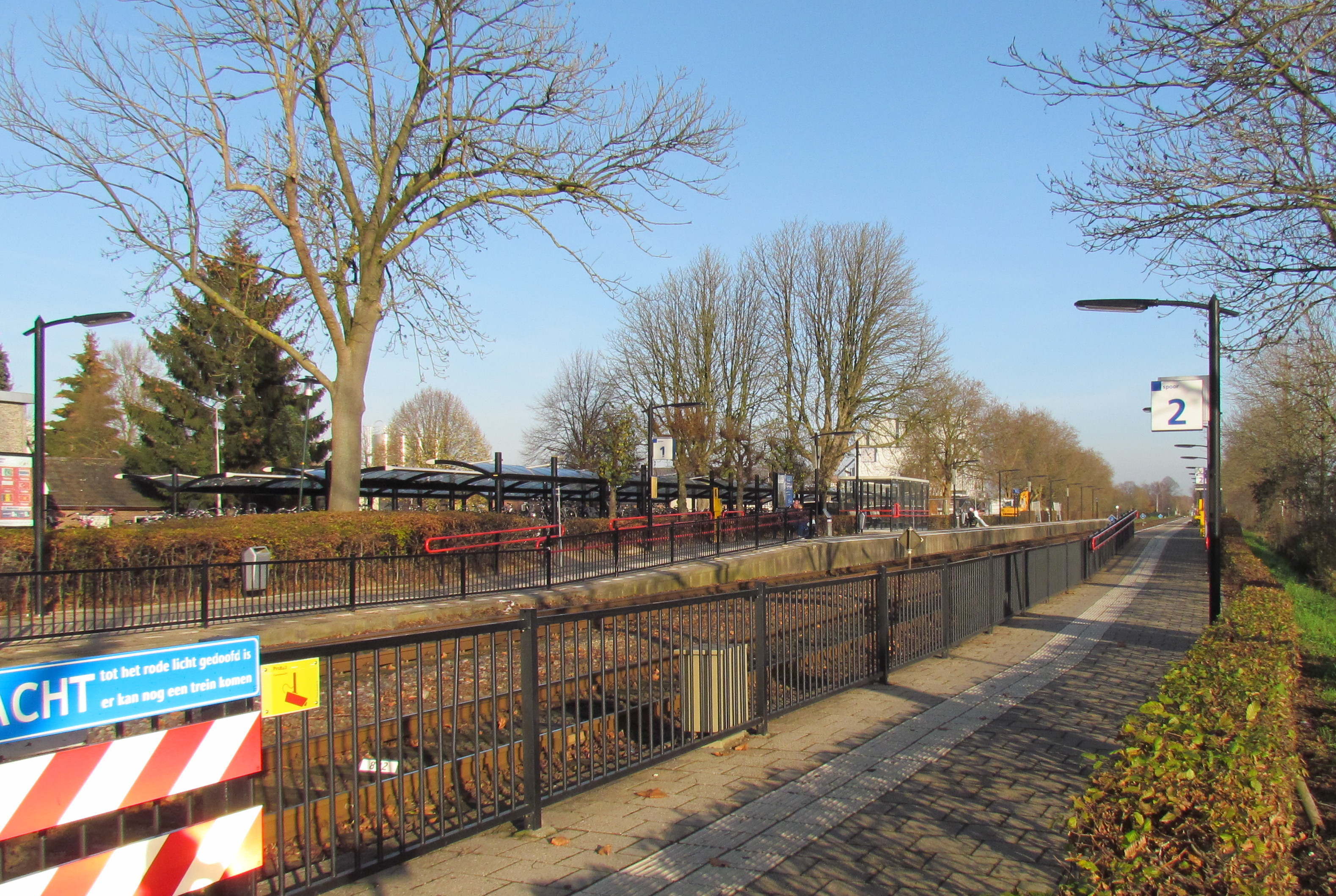
Bahnstation

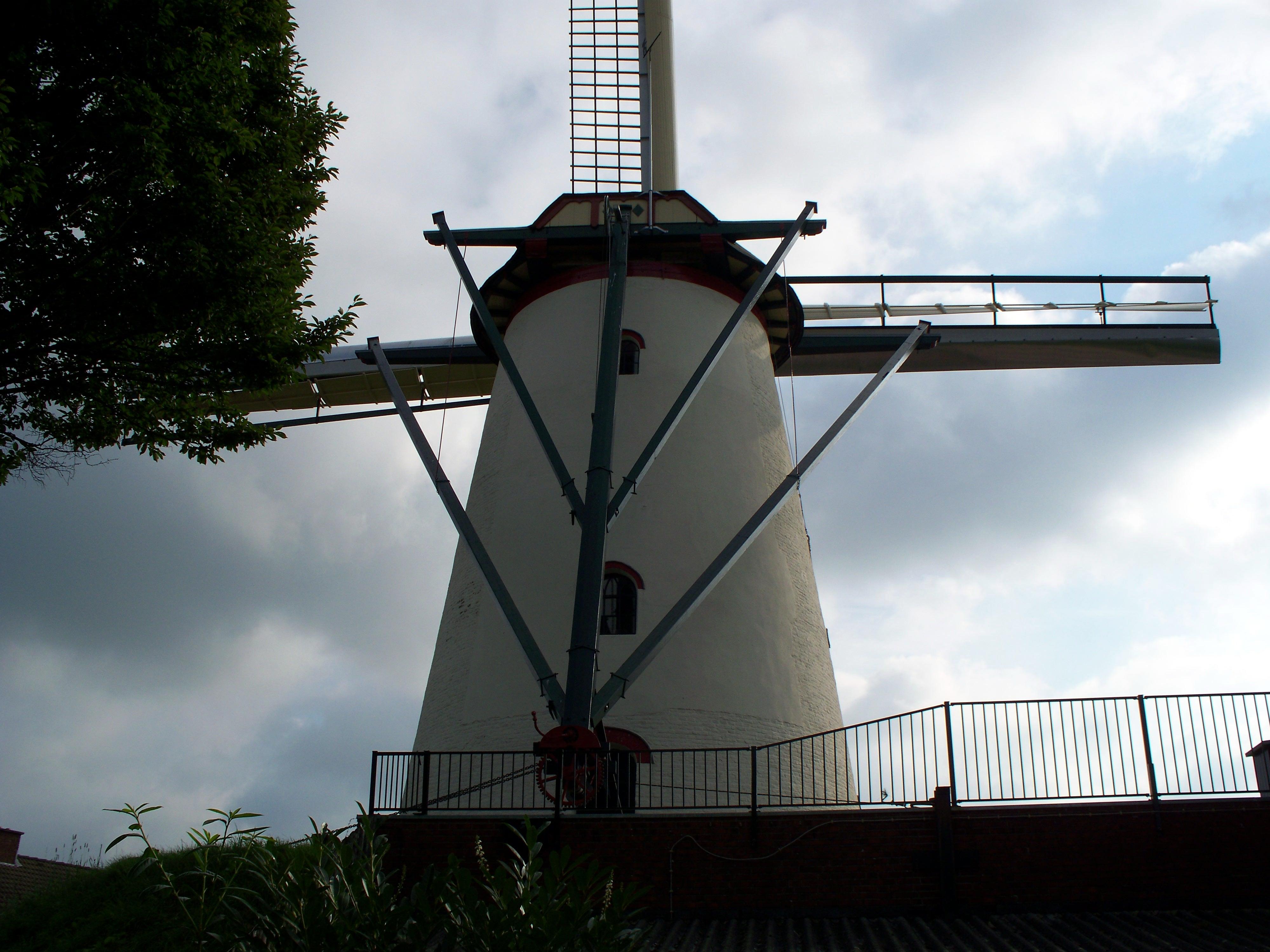
St. Martinus Windmühle

Didam ist ein Ortsteil in der Gemeinde Montferland in der niederländischen Provinz Gelderland. Der Ort war bis zum 31. Dezember 2004 eine eigenständige Gemeinde. In Didam wohnen 13.755 Einwohner (Stand: 1. Januar 2024).

## Geschichte
Die Gegend um Didam wurde von westgermanischen Chamavern besiedelten. Wahrscheinlich gab es in der damaligen Zeit eine Siedlung im heutigen Didam. Zudem fand man in der Ortschaft bei archäologischen Grabungen mehrere römische Münzen.
Im 13. Jahrhundert erbaute man die Burg Didam an der heutigen Dijksestraat Höhe Ruigenhoek. Vermutlich zwischen 1125 und 1150 errichtete man bereits den Turm. Die Burg hatte mehrere Besitzer. 1314 gehörte sie dem Herzog von Geldern und später den Grafen von Meurs bzw. Grafen von Bergh. Der Wehrbau wurde nach 1452 von Johann I. erobert. Im Jahr 1502 brannte die Burg ab. Danach wurde sie nicht wieder aufgebaut. Der Abriss des Turmes erfolgte erst im Jahre 1606.
Der Name Didam wurde 1373 erstmals erwähnt. Den Ort in der damaligen Region Liemers nannte man unter anderem auch mal Diedehun (1025), Didem (1276), Dedem (1347), Dyedem (1348), Dydam (1382), Diedem (1449) oder Diem (1568). Der Grund für die endgültige Wahl des heutigen Namens Didam ist nicht bekannt.
1556 herrschte in Didam und der Umgebung die Pest. In der Gemeinde lebten im Jahr 1758 insgesamt 1600 Katholiken und 180 Calvinisten. Die Einwohnerzahl stieg in den nächsten hundert Jahren kontinuierlich an. 1866 verzeichnete die Gemeinde Didam 3.350 Einwohner und eine Fläche von 3.504 Hektar. Juden siedelten ab dem 18. Jahrhundert in Didam. Im Jahre 1770 zogen sie in eine kleine Synagoge in der Weemstraat (heute Hoofdstraat). Die jüdische Gemeinde hatte um 1800 rund 30 Mitglieder. Die Synagoge wurde im Jahre 1900 abgerissen. Ein Denkmal erinnert seit 1999 an der Stelle an die ehemalige Synagoge.
Die Eisenbahnstrecke Zevenaar – Didam – Wehl – Doetinchem – Winterswijk stellte man im Jahr 1885 fertig. Die Station Didam eröffnete am 15. Juli 1885. Im Jahr 1891 gründete man in Didam die erste kooperative Butterfabrik. Offiziell war es die erste Butterfabrik in Gelderland. 1915 wurden die Karbidlampen in der Ortschaft ersetzt. Die Gemeinde erhielt im selben Jahr ihren eigenen Strom. Im Jahr 1920 gründet man im Ort die römisch-katholische Agrar- und Gartenbauschule. Einundfünfzig Jahre nach der Gründung kam es 1971 zur Schließung der Schule. Am 10. August 1925 wurde der Ort von einem Tornado verwüstet. Gegen Ende des Zweiten Weltkriegs verlegte Hanns Albin Rauter, der Polizeikommandeur und ranghöchster SS-Führer in den Niederlanden, sein Hauptquartier nach Didam. Die große Markthalle im Ort wurde 1950 fertiggestellt.
Durch Zusammenlegung der Gemeinden Didam und Bergh entstand im Rahmen einer Gemeindereform am 1. Januar 2005 die neue Gemeinde Montferland. Das ADC ArcheoProject aus Amersfoort begann Ende 2012, nach der Auswertung von Karten und Luftaufnahmen, mit Grabungen auf dem Gelände der ehemaligen Burg Didam.

## Politik

### Sitzverteilung im Gemeinderat
Bis zur Auflösung der Gemeinde ergab sich seit 1990 folgende Sitzverteilung:
| Partei                 | Sitze | Sitze | Sitze | Sitze |
| Partei                 | 1990  | 1994  | 1998  | 2002  |
| ---------------------- | ----- | ----- | ----- | ----- |
| CDA                    | 8     | 9     | 9     | 9     |
| Gemeentebelangen Didam | 5     | 5     | 4     | 3     |
| VVD                    | 1     | 1     | 2     | 3     |
| PvdA                   | —     | 1     | 2     | 2     |
| Bezempartij            | —     | —     | —     | 0     |
| D66                    | —     | 1     | 0     | —     |
| Progressief Didam      | 2     | —     | —     | —     |
| PVOD                   | 1     | —     | —     | —     |
| Gesamt                 | 17    | 17    | 17    | 17    |

### Wappen
Das Wappen der ehemaligen Gemeinde Didam ist eine Kombination aus den Wappen der Grafen von Bergh und Grafen von Moers. Per königliches Dekret wurde es am 3. Dezember 1912 genehmigt.

## Infrastruktur
Der Hauptsitz der Gemeindeverwaltung Montferland liegt in Didam. Hier befindet sich auch eine Markthalle und eine Station an der Bahnstrecke Winterswijk–Zevenaar–Arnheim.

## Sehenswürdigkeiten
Zu den Sehenswürdigkeiten gehört die denkmalgeschützte gotische Kirche (Mariakerk) aus dem Jahr 1590 und die denkmalgeschützte St. Martinus Windmühle aus dem Jahr 1855.

## Persönlichkeiten

### Söhne und Töchter des Ortes
- Ernie Brandts (* 1956), ehemaliger niederländischer Fußballspieler und heutiger Fußballtrainer
- Geert-Jan Derksen (* 1975), niederländischer Ruderer
- Thom van Dulmen (* 1985), niederländischer Radrennfahrer
- Geert Hammink (* 1969), niederländischer Basketballspieler
- Everard ter Laak (1868–1931), römisch-katholischer Missionar und Bischof
- Esmée Peperkamp (* 1997), Radrennfahrerin
- Theo Rasing (* 1953), niederländischer Physiker
- Jos Som (* 1953), niederländischer Politiker

### Ehrenbürger
Den Arzt Jan Dunselman (1896–1970) ernannte man 1964 zum Ehrenbürger von Didam. 1978 wurde eine Straße im Ort nach ihm benannt.